# ويليام جي. بوين
ويليام جي. بوين (بالإنجليزية: William G. Bowen)‏ هو اقتصادي أمريكي، ولد في 6 أكتوبر 1933 في سينسيناتي في الولايات المتحدة، وتوفي في 20 أكتوبر 2016 في برينستون في الولايات المتحدة.

## وصلات خارجية
- ويليام جي. بوين على موقع إن إن دي بي (الإنجليزية)